# Cœur Défense
Cœur Défense est un complexe de bureaux situé dans le quartier d'affaires de La Défense, en France, sur le territoire de la commune de Courbevoie. Avec 350 000 m2 de plancher pour  160 000 m2 de bureaux sur 126 plateaux, il s'agit de l'ensemble immobilier disposant de la plus grande surface utilisable en Europe avec le palais du Parlement de Bucarest.

## Histoire
Cette tour conçue par l'architecte Jean-Paul Viguier a été livrée en 2001 par la foncière Unibail.
Construit par Bouygues à l'emplacement de l'ancien immeuble Esso – première structure moderne à avoir été démolie dans La Défense – Cœur Défense est constitué de deux tours de quarante étages et de trois immeubles de neuf étages.
Les deux tours, mesurant 161 m de haut, sont étroites (24 m de large) et arrondies à chacune de leurs extrémités. Reliées en leur centre sur toute leur hauteur (formant ainsi des tours siamoises), elles sont décalées l'une par rapport à l'autre ; combiné à leur faible largeur, ce point permet d'illuminer facilement les bureaux. Les façades sont parsemées de stores s'abaissant automatiquement selon la luminosité extérieure, leur apportant une très grande variété et une esthétique originale. 160 000 m2 de verrière entre les tours, sur neufs étages constituent un immense hall. 
Un projet alternatif du même architecte Jean-Paul Viguier aurait pu faire de Cœur Défense le gratte-ciel le plus haut de France. Prévoyant deux tours de 220 et 190 m, il a été approuvé mais a finalement été abandonné.
Le 18 mars 2015, un incendie s'est déclaré au sommet de la tour B de Cœur Défense, mais a été maîtrisé par les pompiers.

## Investissement
Cette tour a été cédée en 2004 par la foncière Unibail à Goldman Sachs et Whitehall pour 1,3 milliard d'euros. En mars 2007, en pleine bulle financière, la banque Lehman Brothers la rachète pour 2,1 milliards ce qui en fait l'immeuble le plus cher d'Europe. Lorsque Lehman Brothers a fait faillite en septembre 2008, la structure propriétaire Hold (« Heart of la Défense ») s'est placée en procédure de sauvegarde. Les investisseurs étaient notamment BNP, Axa, Dexia, la Bundesbank, Goldman Sachs, le Crédit foncier et le japonais Sumitomo. La société mandatée pour gérer l'immeuble était Atemi. Le 9 septembre 2009, le tribunal de commerce de Paris accepte le plan de redressement proposé par HOLD et Atemi et reporte la vente et le remboursement du crédit en 2014.
Le fonds d’investissement américain Lone Star Funds rachète Cœur Défense au printemps 2014 pour 1,3 milliard d’euros, avant d'envisager sa cession en septembre 2015. Le complexe passe aux mains d'Amundi, de Crédit Agricole Assurances et de Primonial à l'automne 2017.
Des travaux sont effectués en 2021 et 2022 pour réduire la consommation énergétique du complexe de 40%.

## Galerie

Tours Cœur Défense (vue de face).
Tours Cœur Défense (vue de profil).